# Chung kết UEFA Europa League 2016
Chung kết UEFA Europa League 2016 là trận đấu bóng đá giữa Liverpool của Anh và Sevilla của Tây Ban Nha vào ngày 18 tháng 5 năm 2016 tại St.Jakob-Park ở Basel, Thụy Sĩ. Sự kiện hấp dẫn là trận đấu cuối cùng của UEFA Europa League 2015–16, mùa giải thứ 45 của giải bóng đá cấp câu lạc bộ châu Âu do UEFA tổ chức. Liverpool đã góp mặt trong trận chung kết thứ tư, sau các lần xuất hiện vào các năm 1973, 1976 và 2001, tất cả đều giành chiến thắng. Sevilla đã xuất hiện trong trận chung kết thứ năm và thứ ba liên tiếp. Họ đã từng xuất hiện vào năm 2006 và 2007, cũng như hai trận chung kết trước đó vào năm 2014 và 2015, giành chiến thắng cả bốn trận.
Liverpool bước vào giải ở vòng bảng, trong khi Sevilla bắt đầu ở vòng 32 sau khi xếp thứ ba trong vòng bảng Champions League của họ. Mối quan hệ của Liverpool trong giai đoạn loại trực tiếp thay đổi từ những tình huống sát sao đến những chiến thắng thoải mái. Bàn thắng ở phút cuối trước Borussia Dortmund của Đức đã đảm bảo chiến thắng chung cuộc 5–4 trong trận tứ kết, trong khi họ đánh bại Villarreal của Tây Ban Nha với tỷ số 3-1 trong trận bán kết. Các trận đấu của Sevilla diễn ra tương tự. Họ đánh bại đội Thụy Sĩ FC Basel với tổng tỷ số 3–0 ở Vòng 16, nhưng trận tứ kết của họ với đội bóng Tây Ban Nha Athletic Bilbao đã đi đến loạt sút luân lưu, mà họ thắng 5–4 sau khi hòa 3–3 sau 2 lượt trận.
Được chứng kiến bởi 34.429 khán giả, Liverpool đã dẫn trước ở phút thứ 35 khi tiền đạo Daniel Sturridge ghi bàn. Tuy nhiên, họ đã để thủng lưới ngay phút đầu tiên của hiệp hai khi tiền đạo Kevin Gameiro của Sevilla san bằng tỷ số. Sevilla vượt lên dẫn trước ở phút 64 khi đội trưởng Koke ghi bàn. Họ đã gia tăng cách biệt sáu phút khi Koke ghi bàn thứ hai của trận đấu. Liverpool đã không thể đáp trả trong thời gian còn lại của trận đấu, điều đó có nghĩa là Sevilla đã giành chiến thắng với tỷ số 3–1 để giành chiến thắng lần thứ năm và thứ ba liên tiếp.
Sevilla giành quyền thi đấu với đội vô địch UEFA Champions League 2015–16, Real Madrid, trong Siêu cúp UEFA 2016. Họ cũng đã vượt qua vòng bảng của UEFA Champions League 2016–17, vì Real Madrid cũng vượt qua vòng bảng thông qua thành tích quốc nội, điều đó có nghĩa là suất dành cho các nhà vô địch Champions League đã không được sử dụng và chuyển sang người nắm giữ danh hiệu Europa League.